# مزدا ۹۲۹
مزدا ۹۲۹ (Mazda ۹۲۹) خودرویی است که در سال‌های ۱۹۷۳ تا ۱۹۹۵ توسط شرکت مزدا در هیروشیما و ژاپن تولید شده‌است.
این خودرو در کلاس خودرو سایز متوسط قرار گرفته، طراحی آن خودروهای موتور جلو-محور عقب بوده است. 

## نگارخانه

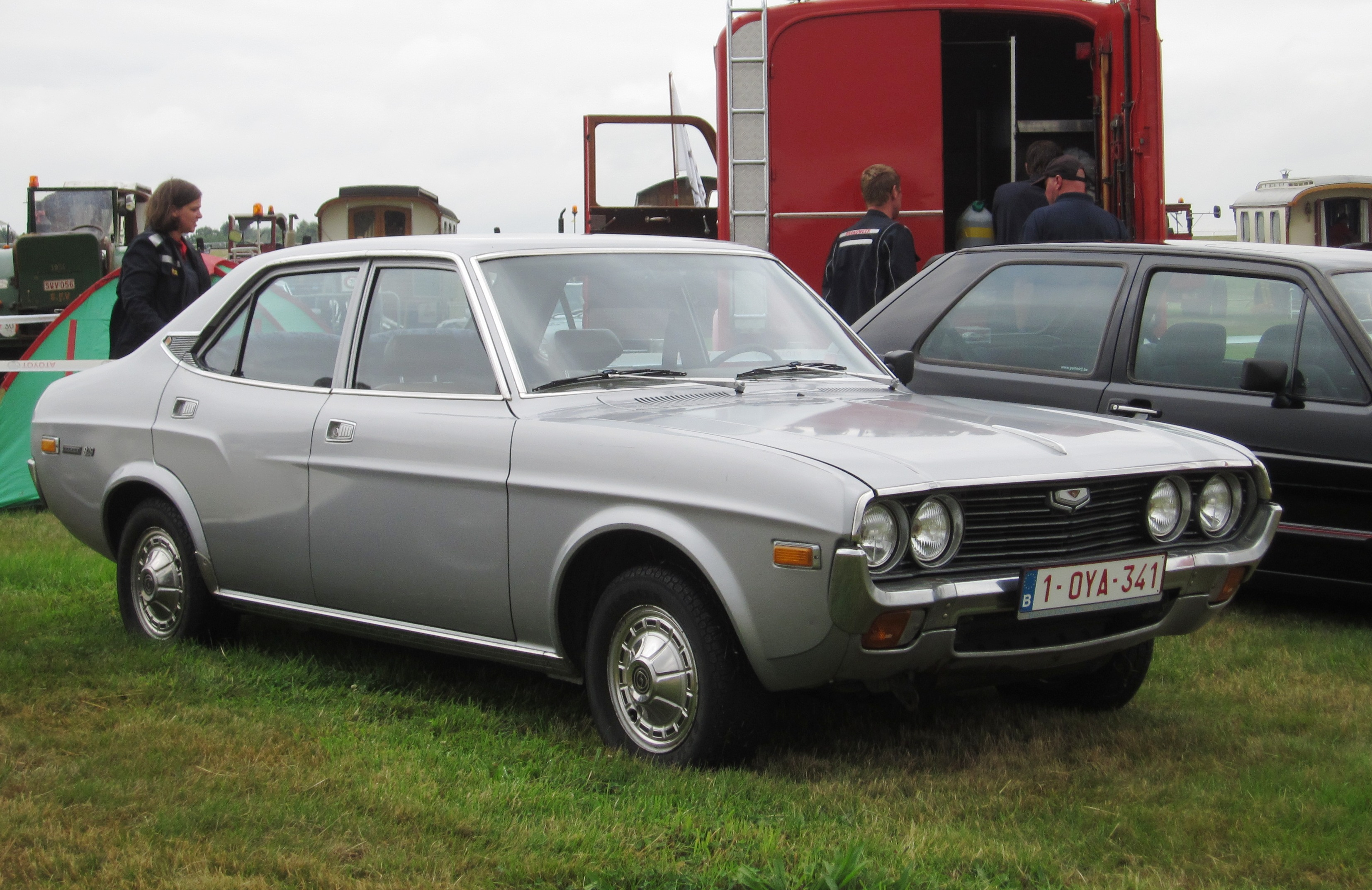
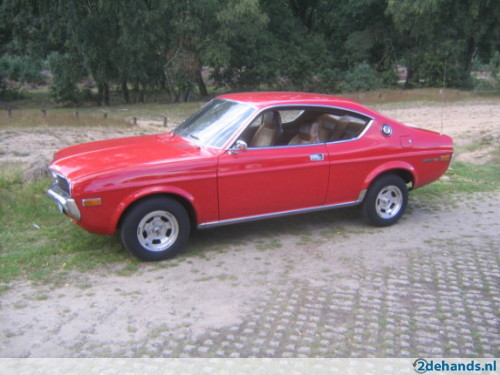
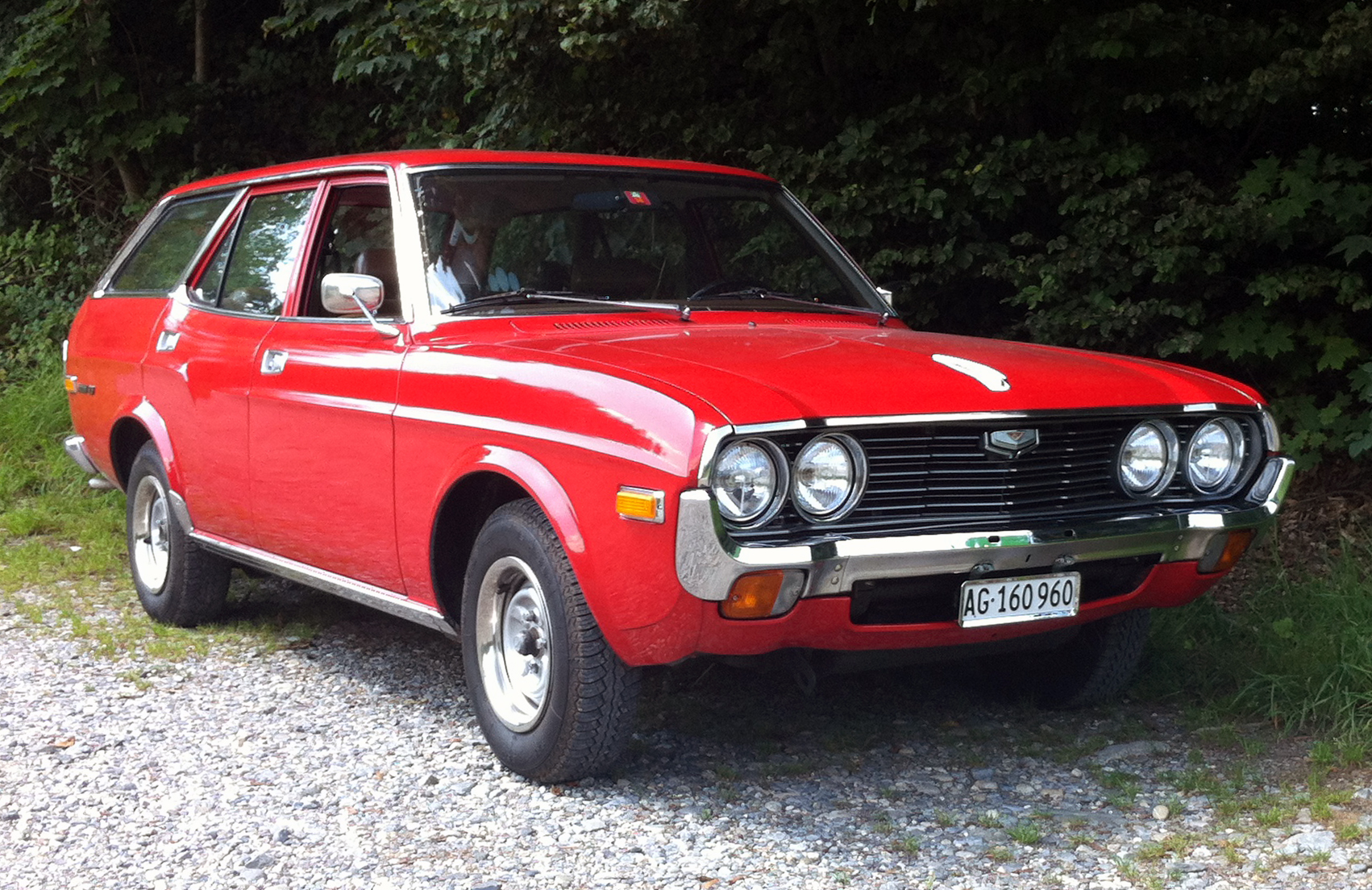